# Barat (Kanfanar)
Pour les articles homonymes, voir Barat.
Barat (en italien : Baratto di Canfanaro) est une localité de Croatie située en Istrie, dans la municipalité de Kanfanar, dans le comitat d'Istrie. En 2001, la localité comptait 69 habitants.

## Démographie
| 1948 | 1953 | 1961 | 1971 | 1981 | 1991 | 2001 |
| ---- | ---- | ---- | ---- | ---- | ---- | ---- |
| 254  | 241  | 185  | 172  | 115  | 93   | 69   |